# Svazek obcí Boskovicko
Svazek obcí Boskovicko je svazek obcí v okresu Blansko, jeho sídlem jsou Boskovice a jeho cílem je regionální rozvoj obecně. Sdružuje celkem 15 obcí a byl založen v roce 2002.

## Obce sdružené v mikroregionu
- Boskovice
- Benešov
- Chrudichromy
- Knínice
- Kořenec
- Lhota Rapotina
- Ludíkov
- Okrouhlá
- Sudice
- Suchý
- Újezd u Boskovic
- Valchov
- Velenov
- Vážany
- Žďárná